# Etničke grupe Južne Koreje
Etničke grupe Južne Koreje, 48,388,000 stanovnika (UN Country Population; 2008)
- Angloamerikanci, U.S.	67,000
- Britanci	3,400,
- Filipinci	28,000
- Francuzi	4,900
- Japanci	974,000
- Korejci	46,892,000
- Mandarinski Kinezi	37,000
- Rusi	2,400
- Sherpa	?